# Karl Lauterbach
Karl Wilhelm Lauterbach (Düren, 21 de febrero de 1963) es un científico, médico y político alemán del Partido Socialdemócrata de Alemania (SPD) que se desempeñó como ministro federal de Salud desde 8 de diciembre de 2021 hasta el 6 de mayo de 2025. Es profesor de economía de la salud y epidemiología en la Universidad de Colonia. Desde las elecciones federales de 2005, ha sido miembro del Bundestag. Durante la pandemia de COVID-19, su nombre se hizo conocido en Alemania por su frecuente aparición en programas de televisión como invitado experto, así como por el uso frecuente de Twitter para comentar sobre la pandemia.

## Biografía
Lauterbach estudió medicina en la Universidad Técnica de Aquisgrán, la Universidad de Texas en San Antonio y la Universidad de Düsseldorf, donde se graduó. De 1989 a 1992, estudió políticas y gestión de la salud, así como epidemiología en la Escuela de Salud Pública de Harvard en Boston, donde se graduó con un Doctorado en Ciencias en 1992. De 1992 a 1993, obtuvo una beca en la Escuela de Medicina Harvard, patrocinada por la Fundación Konrad Adenauer, cercana a la CDU. Lauterbach fue miembro de la CDU durante varios años antes de unirse al SPD en 2001.
Desde 1998 hasta 2005, Lauterbach se desempeñó como director del Instituto de Economía de la Salud y Epidemiología Clínica (IGKE) en la Universidad de Colonia. Fue nombrado profesor adjunto en la Escuela de Salud Pública de Harvard en 2008. Fue miembro del Sachverständigenrat zur Begutachtung der Entwicklung im Gesundheitswesen (el consejo de expertos que asesora al gobierno federal sobre la evolución del sistema de salud alemán) desde 1999 hasta que fue elegido al Bundestag en septiembre de 2005. Fue miembro de la Comisión Rürup, un comité de expertos designado por el gobierno que se estableció para revisar el financiamiento de los sistemas de seguro social.

### Carrera política
Lauterbach hizo su ingreso al Bundestag con un mandato directo al ganar en su distrito electoral Leverkusen - Colonia IV en las elecciones federales de 2005. Entre 2005 y 2013, se desempeñó en el Comité de Salud. Dentro del grupo parlamentario del SPD, Lauterbach pertenece a la Izquierda Parlamentaria, un movimiento de izquierda.
Antes de las elecciones federales de 2013, Peer Steinbrück incluyó a Lauterbach en su gabinete en la sombra como ministro de Salud. En las negociaciones para formar gobierno después de las elecciones, encabezó la delegación del SPD en el grupo de trabajo de salud y su copresidente de la CDU/CSU fue Jens Spahn. Desde 2013 hasta 2019, se desempeñó como vicepresidente del grupo parlamentario del SPD bajo el liderazgo de los presidentes sucesivos Thomas Oppermann (2013-2017) y Andrea Nahles (2017-2019).
Nombrado por el Ministro Federal de Salud Hermann Gröhe, Lauterbach fue miembro de una comisión de expertos sobre la reforma de la atención hospitalaria de Alemania desde 2015 hasta 2017.  Desde 2018 hasta 2019, presidió una comisión de expertos que asesoraba al alcalde de Berlín Michael Müller sobre estrategias para el sector salud de la ciudad.
En las elecciones de liderazgo del SPD de 2019, Lauterbach anunció su intención de postularse para el cargo de copresidente del partido, junto con Nina Scheer. Desde entonces ha formado parte de la Comisión de Asuntos Jurídicos y Protección del Consumidor del Parlamento alemán y de su Subcomisión de Derecho Europeo.
En las negociaciones para formar la llamada "coalición semáforo" del Partido Socialdemócrata de Alemania (SPD), Alianza 90/Los Verdes y el Partido Democrático Libre (FDP) tras las elecciones federales de 2021, Lauterbach formó parte de la delegación de su partido en el grupo de trabajo sobre salud, copresidió por Katja Pähle, Maria Klein-Schmeink y Christine Aschenberg-Dugnus.
El 6 de diciembre de 2021, Lauterbach fue designado Ministro Federal de Salud en la Gabinete Scholz. Asumió el cargo el 8 de diciembre de 2021 cuando el presidente alemán Frank-Walter Steinmeier nombró formalmente al gabinete de Scholz.

## Posiciones políticas
Lauterbach es un firme defensor de la llamada Bürgerversicherung, favorecida principalmente por los socialdemócratas. La idea incluye la reorganización del sistema de salud alemán y la incorporación de todas las personas y todos los grupos de ingresos en la financiación del sistema de salud.
Durante la pandemia de COVID-19, Lauterbach se hizo conocido por una amplia audiencia a través de su frecuencia de apariciones como experto invitado en programas de entrevistas. Atrajo una atención significativa en las redes sociales por sus puntos de vista, que se consideraron relativamente rígidos, advirtiendo a menudo contra los efectos negativos de la relajación prematura de las restricciones. Por sus opiniones, se convirtió en el objetivo de un odio intenso por parte de muchos negacionistas y antivacunas de COVID-19, y con frecuencia recibía amenazas de muerte. En 2020, fue uno de los que advirtió temprano de una segunda ola de la pandemia.